# José Ravelo
José Ravelo Rodríguez (San Cristóbal de La Laguna, Santa Cruz de Tenerife, 8 de febrero de 1944-Jerez de la Frontera, Cádiz, 9 de octubre de 2022) fue un futbolista y entrenador hispanovenezolano de origen canario, hermano menor del también jugador de fútbol Antonio Ravelo. Disputó ocho partidos internacionales con Venezuela entre 1965 y 1966.

## Trayectoria
Jugó desde los diez a los dieciocho años en el Arenas de La Laguna en infantiles, juveniles y regional, luego pasó al Club Deportivo Estrella en regional preferente, jugando antes con la selección Juvenil de Tenerife. En 1955 se muda a Caracas con su familia, donde debuta como profesional con la Unión Deportiva Canarias. Tiempo después regresa a España para fichar por el Córdoba Club de Fútbol. Chelo que debió cambiar su nombre futbolístico a causa de las censuras del franquismo, había sido internacional con la selección de fútbol de Venezuela, un aspecto que originó la insistencia por contratarle del técnico blanquiverde en aquel ejercicio, Eduardo Toba.

### Xerez
En 1969 ficha con el Xerez C. D. de la Tercera División de España. En el Xerez jugó durante nueve temporadas en las tres categorías de tercera división, Segunda B y Segunda A. Durante esas nueve temporadas sumó un total de 348 partidos entre liga y Copa. Marcó un total de 70, 60 en Liga y 10 en Copa. Además, fue durante las nueve temporadas el capitán del equipo.
Otro récord que tiene Ravelo en su poder y que es más que complicado de igualar es el de ser el futbolista del Xerez C. D. que más encuentros consecutivos ha disputado, 107.
Como futbolista se retiró en la temporada 1977-1978, se le hizo un partido homenaje el 30 de agosto de 1977, jugando el Xerez contra el Sevilla que fue un verdadero éxito de público.

## Selección nacional
José Ravelo disputó ocho partidos con Venezuela, cuatro del Elimninatorias para el Mundial de Inglaterra 1966 y cuatro amistosos.
Formó parte además, de la primera selección venezolana que disputó un partido de Premundial, el 16 de mayo de 1965 en la derrota ante Perú (Lima, 1-0). Esa tarde alinearon los hermanos Ravelo, Antonio y Chelo.

## Distinciones
- Los trofeos de máximo goleador del equipo en las temporadas 72-73 y 73-74 marcando dieciséis goles en cada una de ellas catorce en Liga y dos en Copa.
- Tres trofeos a la regularidad.
- La insignia de oro del club, otorgada con el ascenso a Segunda División en la temporada 70-71.
- La insignia de oro y brillantes por haber , jugado ciento siete partidos consecutivos.
- La medalla al mérito deportivo de la Federación Andaluza de Fútbol en calidad de bronce.
- E1 Balón de oro de la Peña Los Cien, distinción que se otorgaba cada Temporada a la persona con más méritos en defensa del Xerez CD.
- Hijo adoptivo de la ciudad de Jerez de la Frontera.
- El 13 de agosto de 2022 se disputa la primera edición del Trofeo Pepe Ravelo entre el Xerez Deportivo Fútbol Club y el Córdoba CF en el Estadio Municipal de Chapín.